# ロータス・76
ロータス 76 (Lotus 76) は、チーム・ロータスが1974年のF1世界選手権参戦用に開発したフォーミュラ1カー。コーリン・チャップマン、トニー・ラッド、ラルフ・ベラミーらが設計した。チーム・ロータスにおける呼称はジョン・プレイヤー・スペシャル・マークI (John Player Special Mk.I) 。

## 概要
76は成功作72の後継車として開発され、ウェッジシェイプボディやインボード式ブレーキ、トーションバー・スプリングなどの特徴を継承している。76独自の特徴は、変速時のクラッチ操作をシフトレバーのスイッチで行うことができる「電磁クラッチ」の採用だった。変速時のクラッチペダルの操作を不要とし、ドライバーの負担を軽減できるという狙いだった。この発想は、1990年代以降普及するパドルシフト式セミオートマチックトランスミッション（セミAT）と2ペダルレイアウトを先取りするものだった。
フットボックスにはペダルが4本並んでおり、右から「アクセル」「ブレーキ（右足用）」「ブレーキ（左足用）」「クラッチ（スタート用・電磁クラッチにトラブル発生時の緊急用）」という配置になっていた。中央にブレーキ2本としたのは、左右どちらの足でも操作できるための配慮である。左足用ブレーキペダルの採用はロニー・ピーターソンのリクエストによるもので、レーシングカートの経験からテールスライド走法に用いたという。ロータスはドライバーが日常の足にしているエリートにも4ペダルを組み込んで習熟させた。
空力面ではエンジンカウルがリアタイヤ後方まで水平に延長され、細く絞り込まれた後端部に上下2枚のリアウィングが取り付けられた。ボディは横幅がスリムになり、薄いサイドポンツーンの中に後退角の付いたラジエーターが設置された。
ロータスはこの76からメインスポンサーであるインペリアル・タバコの銘柄にちなんで、F1マシンを"John Prayer Special Mark.○"と呼ぶようになった。車名にスポンサー名を冠するのはアメリカのレース界でよく見られる手法であり、初代の76が "Mark. I" 、後継の77は "Mark. II" 、78は "Mark.III" 、79は "Mark. IV" と命名された。これに伴い、シャーシコードも"JPS"の付く通し番号とされた。なお、76とは自動車メーカーのロータス・カーズとレーシングチームのチーム・ロータスが共有してきたタイプナンバーである（75はこの年デビューした2代目ロータス・エリート）。

## 実戦
1974年の第3戦南アフリカGPから実戦投入された。第4戦スペインGPからはエンジンカウルは外され、リアウィングは複葉から単葉ウィングに変更された。電磁クラッチは斬新な装置だったが、ロニー・ピーターソンとジャッキー・イクスは慣れたフットクラッチ操作を好み、程なくノーマルな3ペダルに戻された。76は3戦出走したものの完走もままならず、チームは再び72Eを持ち出すことになった。
その後、72と76のハイブリッド化などを試みたものの、見込みはないと判断され、期待の新車はわずか出走7戦で引退となった。76の失敗は尾を引き、ロータスは翌1975年も72E、72Fを使用したものの旧態化は否めず、しばし勝利から見放されることになる。

## スペック

### シャーシ

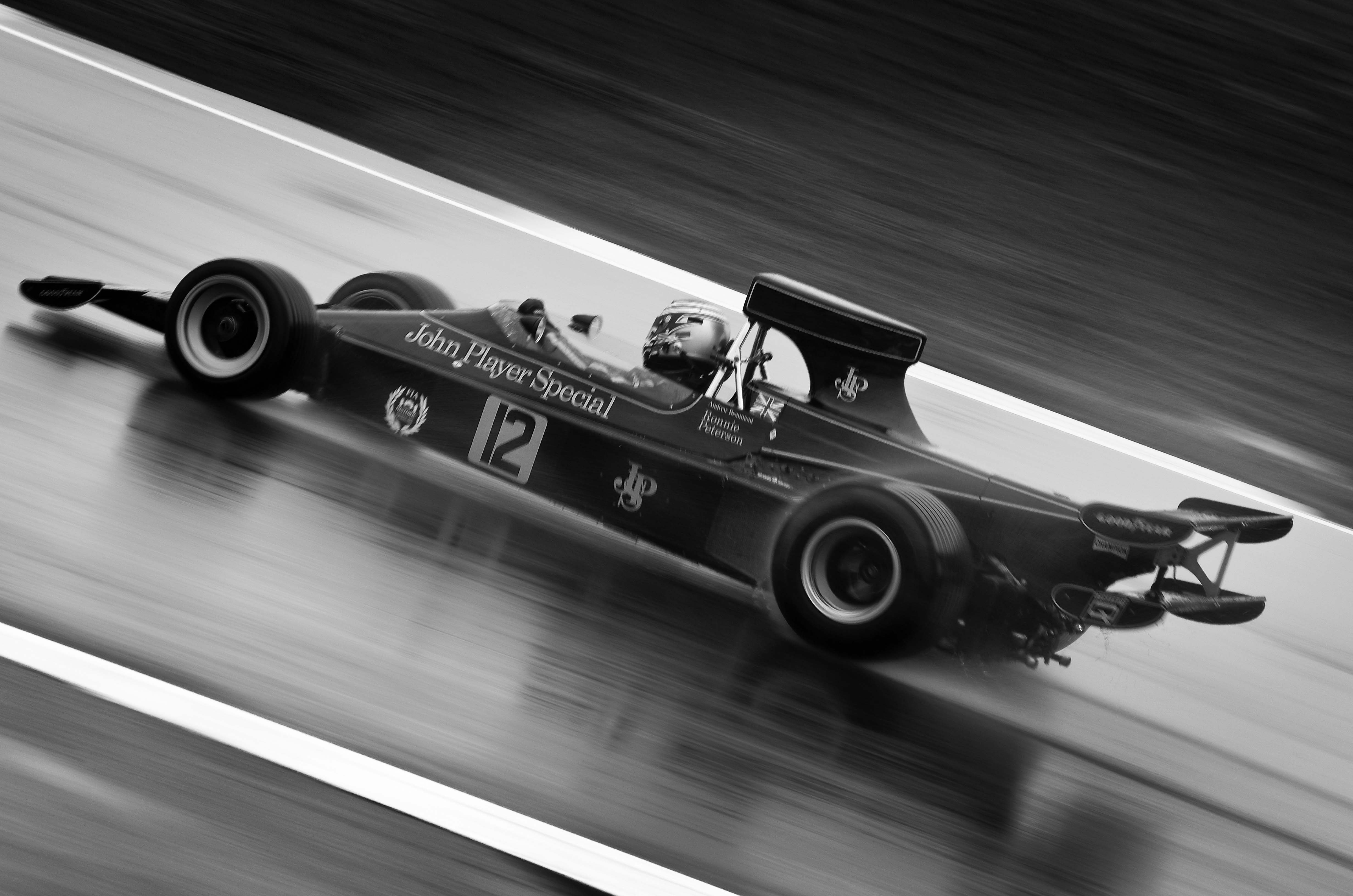
走行中の76、発表会仕様の複葉リアウィングに戻されている

- シャーシ名 John Prayer.Special Mk.I
- シャーシナンバー JPS.9（76/1）・JPS.10（76/2）[4]
- シャーシ構造 アルミニウム モノコック
- エンジンレイアウト ミッドシップ
- 全長 4572mm
- ホイールベース 2565mm
- トレッド 1575mm
- 車体重量 575kg
- フロントサスペンション ダブルウィッシュボーン・トーションバー
- リヤサスペンション ラジアスアーム・トーションバー
- タイヤ グッドイヤー
- ギヤボックス ヒューランドFG400 5速マニュアル

### エンジン
- エンジン名 フォード・コスワース・DFV
- 気筒数・角度 V型8気筒・90度
- 排気量 2,993 cc
- 吸気方式 自然吸気
- 燃料・潤滑油 ダッカムス

## 成績
| 年   | マシン      | エンジン     | タイヤ | No. | ドライバー   | 1   | 2   | 3   | 4   | 5   | 6   | 7   | 8   | 9   | 10  | 11  | 12  | 13  | 14  | 15  | ポイント | ランキング |
| ---- | ----------- | ------------ | ------ | --- | ------------ | --- | --- | --- | --- | --- | --- | --- | --- | --- | --- | --- | --- | --- | --- | --- | -------- | ---------- |
| 1974 | ロータス 76 | フォード DFV | G      |     |              | ARG | BRA | RSA | SPA | BEL | MON | SWE | HOL | FRA | GBR | GER | AUT | ITA | CAN | USA | 42       | 4位        |
| 1974 | ロータス 76 | フォード DFV | G      | 1   | ピーターソン |     |     | Ret | Ret | Ret |     |     |     |     |     | 4   |     |     |     |     | 42       | 4位        |
| 1974 | ロータス 76 | フォード DFV | G      | 2   | イクス       |     |     | Ret | Ret | Ret |     |     |     |     |     |     | Ret | Ret |     |     | 42       | 4位        |
| 1974 | ロータス 76 | フォード DFV | G      | 31  | シェンケン   |     |     |     |     |     |     |     |     |     |     |     |     |     |     | DSQ | 42       | 4位        |

- DSQは失格 (key)
- 39点は72Eを使用してのポイント。